# Vulkanisme op Venus

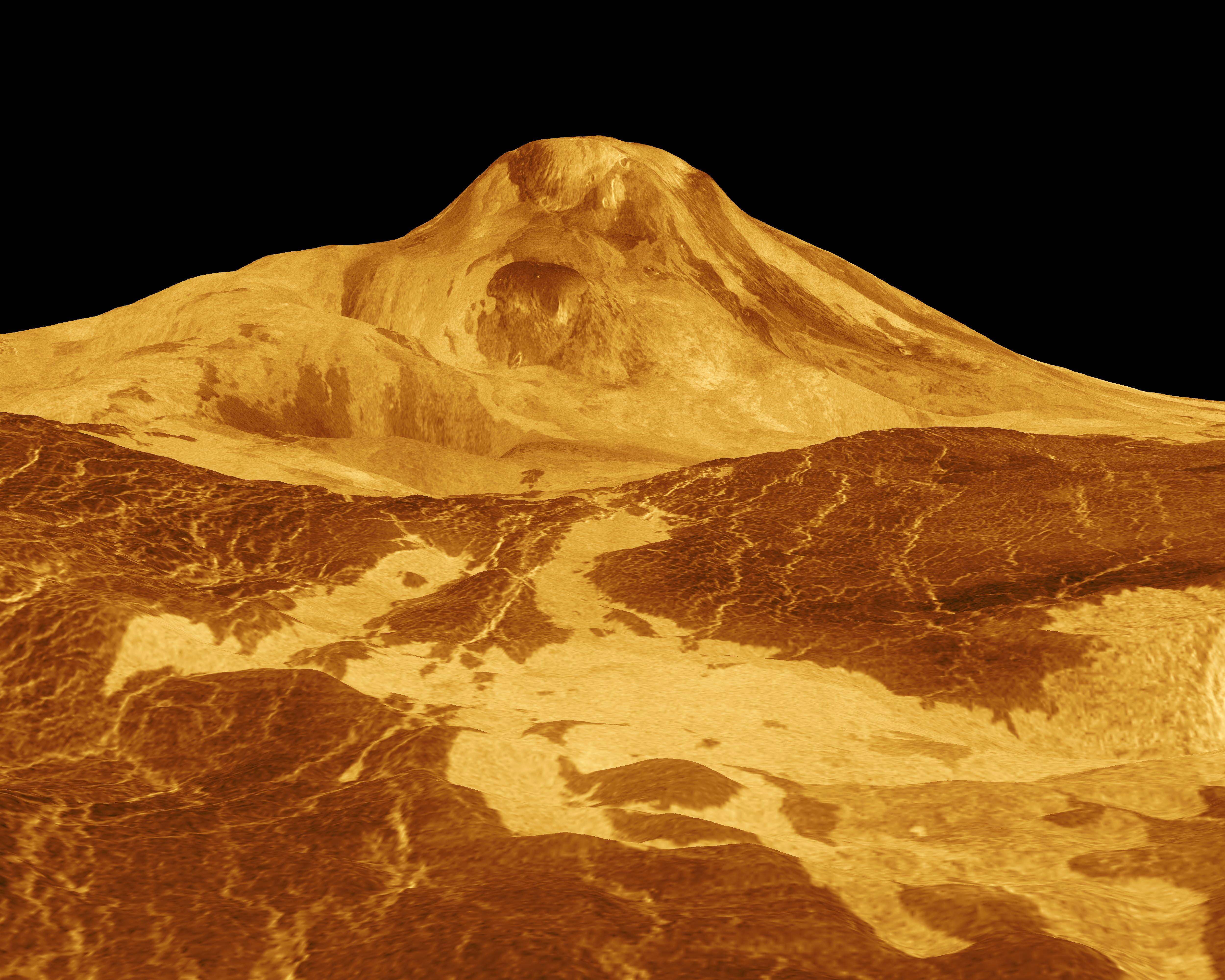
De 8 kilometer hoge Maat Mons is hier te zien vanuit een perspectief vanuit de oppervlakte van de planeet, waarbij de verticale schaal is vergroot met een factor 22,5 en is gebaseerd op radarfoto's van de Magellansonde.

De oppervlakte van Venus wordt overheerst door vulkanisme en kent meer vulkanen dan welke andere planeet in het zonnestelsel dan ook. De oppervlakte bestaat voor 90% uit basalt en voor circa 65% uit verschillende vulkanische lavavlaktes, wat erop wijst dat vulkanisme een grote rol speelde in de vorming van de oppervlakte. Wellicht heeft 500 miljoen jaar geleden een grote herstructurering van de oppervlakte plaatsgevonden, voor zover wetenschappers dit kunnen afleiden uit de dichtheid van inslagkraters op de oppervlakte. Hoewel er meer dan 1.600 grote vulkanen op Venus zijn, zijn er voor zover bekend op dit moment geen actieve vulkanen en zijn de meeste dood
. Echter Magellan heeft met radartechniek bewijs geleverd dat er relatief kort geleden nog vulkanische activiteit was op de hoogste vulkaan van Venus, namelijk Maat Mons. Dit in de vorm van detectie van vulkanische as in de buurt van de top en de noordelijke flank van de vulkaan.
Hoewel er veel bewijs is dat er op wijst dat Venus waarschijnlijk vulkanisch actief is, zijn uitbarstingen van Maat Mons nog niet bevestigd. In april 2010 kondigde o.a. Suzanne E. Smrekar in Science de ontdekking van drie actieve vulkanen aan, wat suggereert dat lavastromingen op de oppervlakte van Venus periodiek voorkomen. Aanvullend onderzoek leverde in 2015 zeer sterke aanwijzingen op dat Venus vulkanisch actief is. Wetenschappers vergeleken resultaten van Venus Express met die van Magellan en de Venera's. In diverse gebieden variërend van 1 tot 200 km² grootte merkten ze temperatuurpieken van honderden graden op. Oorzaak hiervan lijken lavastromen aan de oppervlakte. De locaties bevinden zich in een rift genaamd Ganiki Chasma.

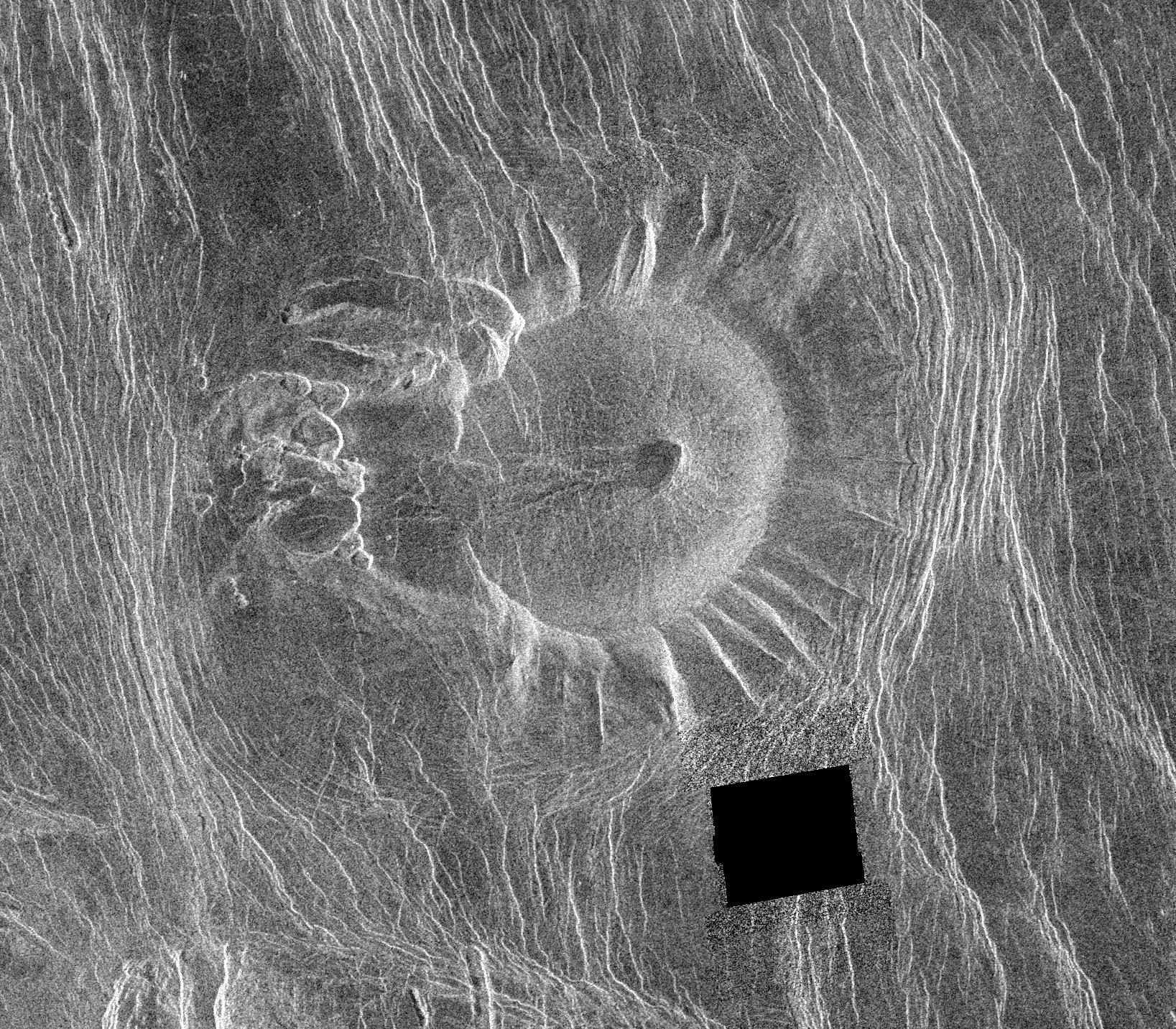
De originele scalloped margin dome: The Tick

Venus kent schildvulkanen, wijdverbreide lavastromingen, een type ongebruikelijke vulkaan die Pancake domes heten en teek-achtig gevormde vulkanen die op Aarde niet voorkomen. Pancake domevulkanen kunnen een doorsnede van 15 kilometer hebben en minder dan 1 kilometer hoog zijn, vandaar de term pannenkoek (die ook relatief plat zijn in relatie tot de doorsnede). De pancake domevulkaanformaties zijn tot 100 keer groter dan formaties op Aarde. Het zijn grote gebieden misvormd terrein, "gevouwen" in twee of drie dimensies, waarvan wordt aangenomen zijn dat ze alleen op Venus voorkomen. Men denkt dat de "pannenkoeken" worden gevormd door zeer kleverig en silicarijke lava die uitbarst onder de grote atmosferische druk op Venus.

De teekachtige structuren worden scalloped margin domes genoemd. Ze worden in de volksmond ook wel teken genoemd, omdat ze eruitzien als koepels met meerdere benen. Er wordt gedacht dat zij landverschuivingsgebeurtenissen hebben ondergaan, zoals een aardverschuiving in de randgebieden. Soms kunnen rondom stukken puin gezien worden. 

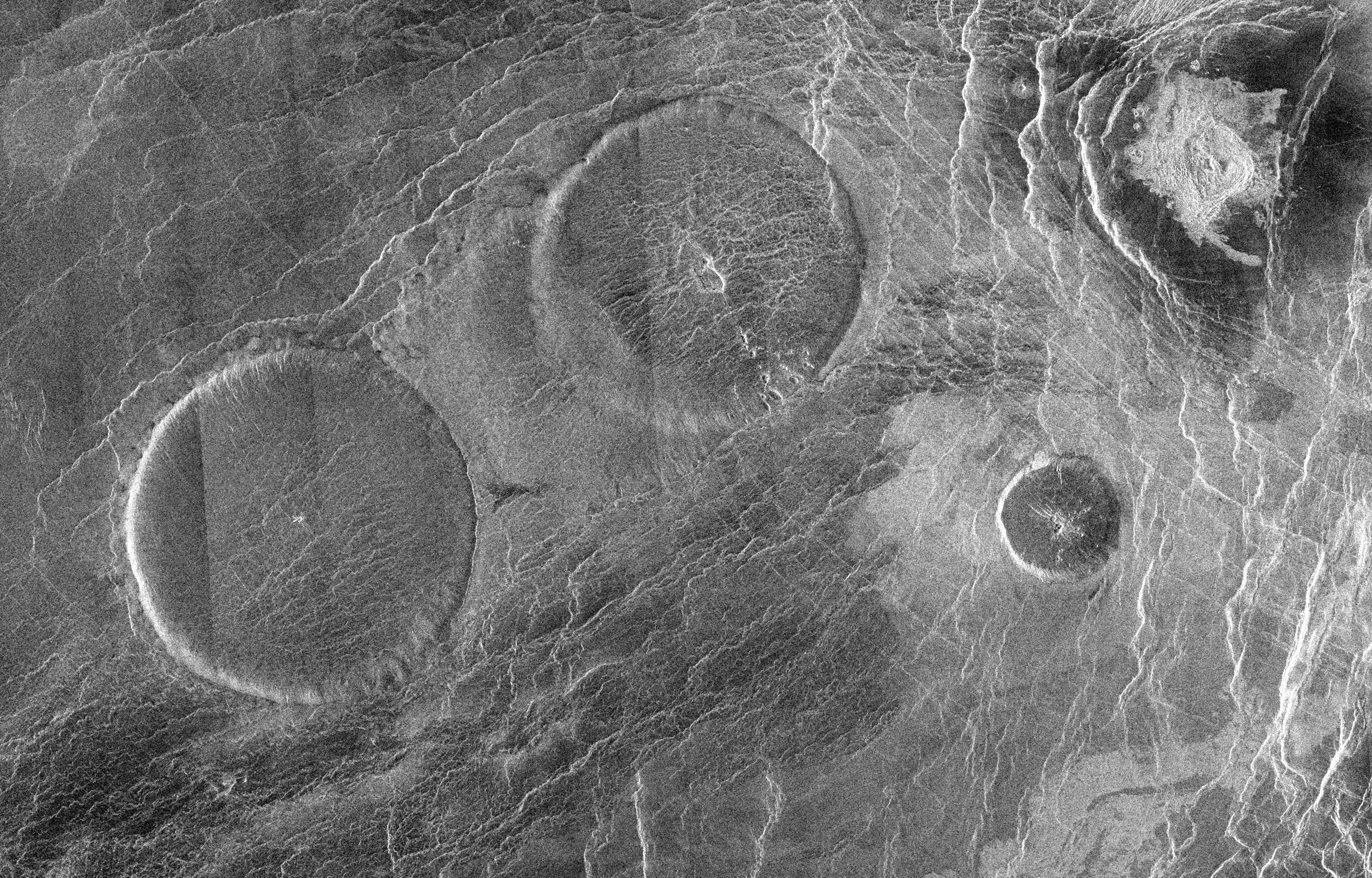
Twee pannenkoekvulkanen van 65 km breed en minder dan 1 km hoog in de Eistlaregio op Venus.

 Op Aarde komen vooral twee soorten vulkanen voor: schildvulkanen en stratovulkanen. De schildvulkanen, bijvoorbeeld die op Hawaii, stoten magma uit de diepte van de Aarde uit in zones die hot spots genoemd worden. De lava die uit deze vulkanen voortkomt is relatief vloeibaar en staat toe dat er gassen uit ontsnappen. Stratovulkanen worden geassocieerd met tektonische platen. Bij dit type vulkaan duikt de oceanische korst van de ene plaat onder een andere plaat in een subductiezone. Hierbij wordt iets stroperiger lava geproduceerd en staat de ontsnapping van gassen niet toe, waardoor zij de neiging hebben gewelddadiger uit te barsten.

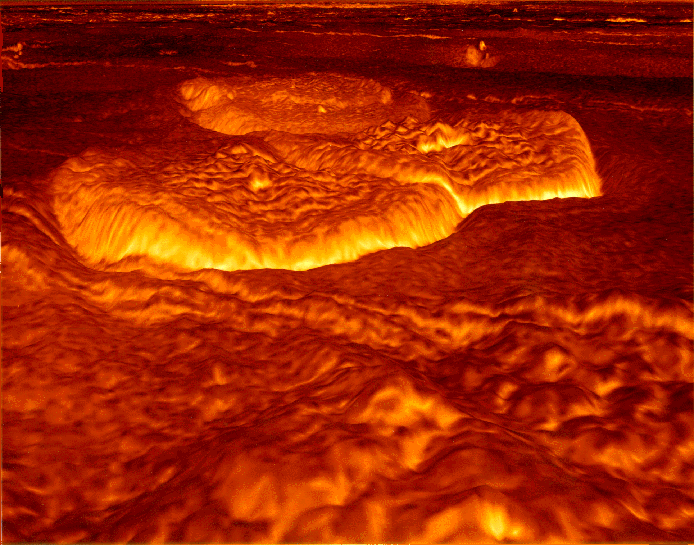
Computergegenereerd zicht op Pancake Domes in Venus' Alpha Regio.

Op Venus, waar geen tektonische platen voorkomen (en ook geen zeewater), zijn de meeste vulkanen schildvulkanen. Echter is de geomorfologie van die vulkanen anders. Op Aarde kunnen schildvulkanen ongeveer enkele tientallen kilometer breed zijn en tot 10 kilometer hoog, zoals Mauna Kea op Hawaii. Op Venus kunnen deze vulkanen honderden kilometers gebied in beslag nemen, en toch relatief laag zijn, met een gemiddelde hoogte van 1,5 kilometer. Grote vulkanen zorgen ervoor dat de lithosfeer van Venus naar beneden buigt, door de enorme verticale druk die ze veroorzaken met hun gewicht. Hierdoor worden een soort grachten en/of ringvormige fracturen gevormd. Tevens veroorzaakt het dat magmakamers barsten, waardoor de magmapropagatie onder de oppervlakte wordt beïnvloed.

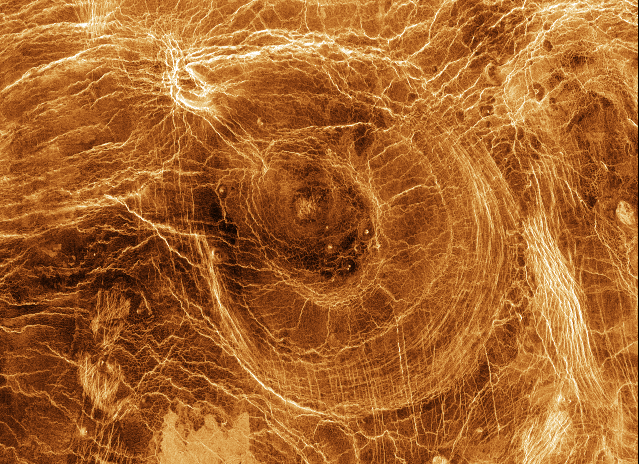
Het landschapskenmerk van de Arachnoïde op Venus

Andere unieke kenmerken van de oppervlakte van Venus zijn de novae (radiale netwerken van dikes of slenken) en de Arachnoïden. Een nova wordt gevormd als grote hoeveelheden magma op de oppervlakte gedreven wordt, waarbij randen en geulen worden gevormd die erg reflectief zijn voor radar. Deze dikes vormen een symmetrisch netwerk rondom het centrale punt waar het lava bovenkwam. Op die plaats kan ook een inzakking voorkomen door een eventueel instorten van de magmakamer.
Archachnoïden heten zo omdat ze op een spinnenweb lijken, waarbij een aantal concentrische ovalen worden omgeven door een complex netwerk van radiale breuken (vergelijkbaar met die van een nova). Het is niet bekend of de circa 250 als arachnide geïdentificeerde landschapskenmerken ook daadwerkelijk een gelijke oorsprong hebben, of dat zij het resultaat zijn van verschillende geologische processen.